# Coconino Sandstone
Der  Coconino Sandstone ist eine kontinentale, äolische Formation, die in den US-Bundesstaaten Arizona, Colorado, Kalifornien, Nevada und Utah während des Perms abgelagert wurde.

## Etymologie
Die Bezeichnung Coconino Sandstone (Deutsch Coconino-Sandstein) leitet sich vom Coconino-Plateau und dem Coconino County im Nordwesten Arizonas ab. Das Wort Coconino bzw. ursprünglich Cohonino stammt aus der Sprache der Hopi, die damit die benachbarten Stämme der Havasupai und Yavapai identifizierten.

## Erstbeschreibung
Der Name Coconino Sandstone wurde für die Formation erstmals im Jahr 1910 von N. H. Darton gewählt.

## Vorkommen

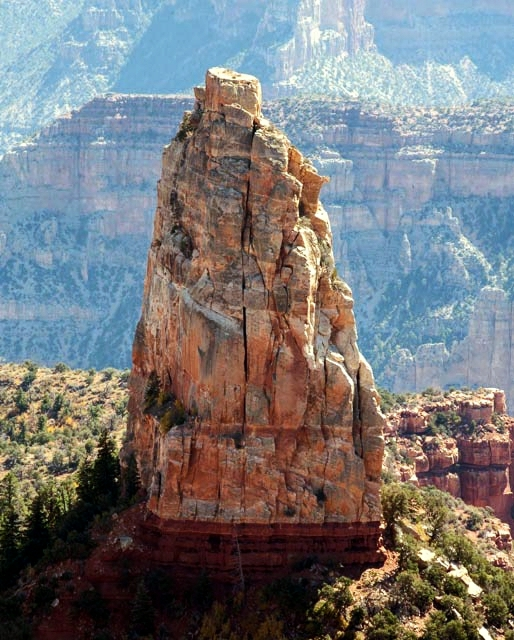
Der Gipfel des Mount Hayden im Grand Canyon ist aus Coconino Sandstone aufgebaut

Das Depotzentrum des Coconino Sandstones – das Holbrook-Becken – liegt auf dem südwestlichen Colorado-Plateau in der Nähe des Grand Canyons. Die Sandsteinformation mit ihren Äquivalenten reicht aber von Arizona aus noch über den Süden von Utah hinweg bis in den Nordwesten Colorados. Sie kann auch im östlichen und südöstlichen Nevada angetroffen werden. In den zum Salton Basin gehörenden Big Maria Mountains Südostkaliforniens liegt der Coconino Sandstone bereits metamorphosiert als Coconino Quartzite vor. Als Quarzit metamorphosierter Coconino Sandstone steht außerdem in den Plomosa Mountains im Südwesten Arizonas bei Quartzite an.
Geologische Provinzen für den Coconino Sandstone sind die Plateau Sedimentary Province des Colorado-Plateaus, das Great Basin, das Basin and Range, das Black Mesa Basin und das Salton Basin.

## Geologischer Überblick
Der Coconino Sandstone bildet Teil der abklingenden Absaroka-Transgression, die bereits mit Beginn des Oberkarbons (Pennsylvanium) eingesetzt und zu Beginn des Perms ihren Höchststand erreicht hatte. Zwar sollten die kratonischen Abfolgen des Absarokazyklus bis in den Unterjura überdauern, jedoch wurde der Tiefststand der Transgression noch vor dem Ende des Perms registriert. Von globaler Entscheidung während dem ausgehenden Unterperm war jedoch die Herausbildung Pangäas, entstanden durch die Kollision von Laurussia mit Gondwana im Oberkarbon. Als Folge der Kontinentalkollision formten sich ab dem Oberkarbon die Ancestral Rocky Mountains, Vorgänger der heutigen Kordillerenkette. Gleichzeitig bildeten sich in ihrem Umfeld horstartige Heraushebungen des Grundgebirges (wie beispielsweise der Defiance Uplift), die ihrerseits wiederum wesentlich die Akkomodationsräume der sedimentären Ablagerungen beeinflussten.

## Stratigraphie
Im Liegenden folgt der Coconino Sandstone mit einer scharfen Diskordanz auf den Hermit Shale. Meist liegt er dessen Sycamore Pass Member auf, kann aber auch auf das Corduroy Member herabgreifen. Der Sandstein verzahnt sich im Hangenden mit der Toroweap-Formation. Stellenweise wird er aber auch direkt vom Kaibab Limestone abgedeckt. Weiter im Osten bei Fort Defiance (im Defiance Upwarp) folgt die Chinle-Formation auf den Coconino Sandstone.
Die Formation wird intern in Zentral-Arizona (in der Umgebung von Sedona sowie im Marble Canyon) in das Harding Point Member im Liegenden und in das Cave Spring Member im Hangenden untergliedert.
Die Mächtigkeit der Formation ist sehr variabel. Ihre maximale Mächtigkeit von 300 Meter wird am Mogollon Rim in der Nähe von Pine erreicht. Im östlichen Grand Canyon werden 210 Meter gemessen, die Formation reduziert sich aber dann im Westen und gen Norden bis auf Null.
Äquivalente des Coconino Sandstones sind der De Chelly Sandstone im Nordosten Arizonas, der Glorieta Sandstone und die Yeso-Formation im Nordwesten New Mexicos, die Scherrer-Formation im Südosten Arizonas, die Schnebly Hill Formation im zentralen Arizona und das White Rim Sandstone Member der Cutler-Formation im Südosten Utahs.

### Kontaktverhältnisse

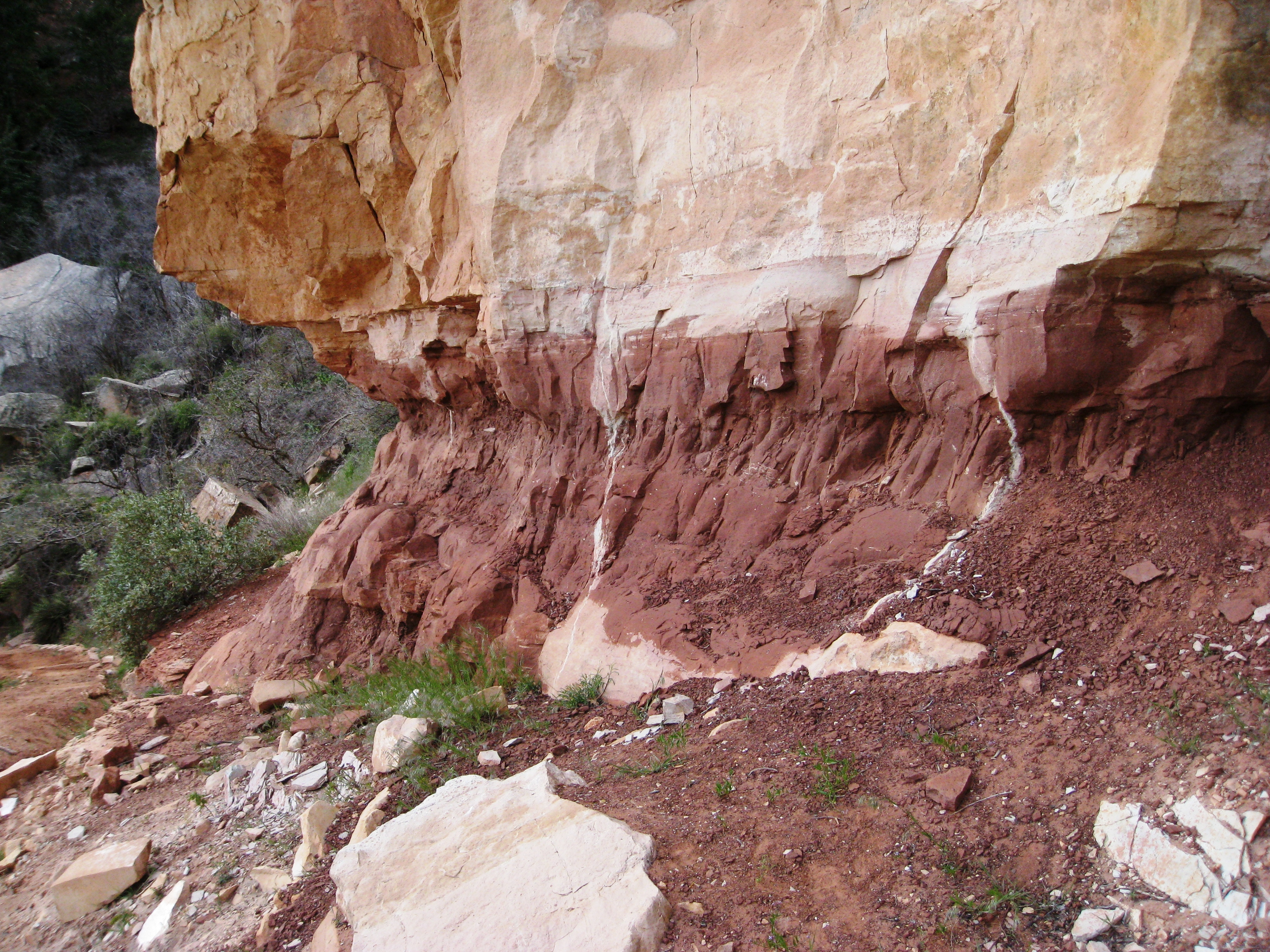
Liegendkontakt zum unterlagernden Hermit Shale mit Sandsteininjektionen

Der Liegendkontakt des Coconino Sandstones zum unterlagernden Hermit Shale ist eben und scharf aber diskordant, wobei der Höhenunterschied der Trennfläche meist unterhalb einem Meter bleibt, jedoch örtlich bis zu 2,5 Meter betragen kann. Der Hermit Shale zeigt bis zu 60 Zentimeter breite und 3,7 Meter tiefe Trockenrisse, die entweder mit Coconino Sandstone oder hellbraunen Sandsteinen der Toroweap-Formation verfüllt sind. Der Liegendkontakt wird durch einen deutlichen Wechsel im Farbton und in der Topographie unterstrichen – der Coconino Sandstone bildet helle Steilwände, wohingegen der auffallend dunkelrote Hermit Shale an eingekerbten Geländestufen zu erkennen ist. Im Verde Valley südöstlich des Grand Canyons geht das Liegende bereits in die roten Sandsteine der seitlich äquivalenten Schnebly Hill Formation über.
Der Hangendkontakt zum Seligman Member der Toroweap-Formation ist scharf. Das Seligman Member ist ein dünnbankiger, teilweise kalkhaltiger Sandstein, der sich mit dem Coconino Sandstein verzahnt bzw. in der Nähe des Sycamore Canyons in östlicher Richtung seitlich in ihn übergeht. Dieser Übergang folgt in etwa einer Nord-Süd-verlaufenden Linie südlich von Sedona durch den Fossil Creek (oberhalb der im Untergrund verborgenen Aufwölbung – dem Sedona Arch), mit Toroweap-Formation im Westen und nicht unterteiltem Coconino Sandstone im Osten.

## Lithologie

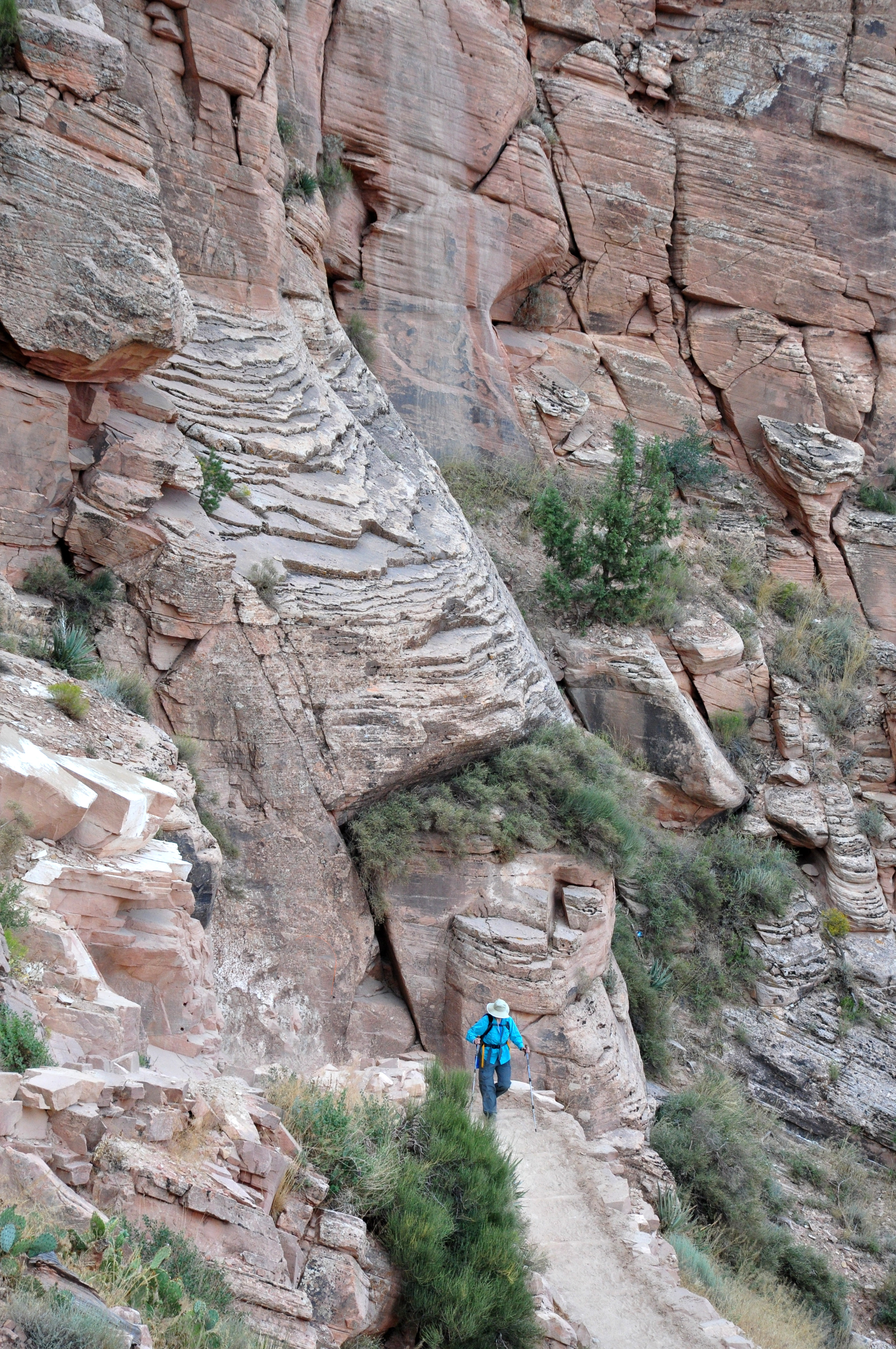
Coconino Sandstone am South Kaibab Trail

Der Coconino Sandstone (Pc) ist ein hellbrauner, cremefarbener bis weißer, kalkfreier Quarzsandstein (Quarzarenit). Er stellt in Struktur als auch in Textur ein sehr homogenes und nur geringfügig kompaktiertes Sediment dar. Seine durchschnittliche Porosität beträgt 17 Prozent. Minimale Porosität und damit hohe Kompaktion findet sich nur im Liegenden der Formation und in der Nähe von Sandinjektionen. Die verdichteten Zonen geben sich durch zerbrochene Körner, verdrehte Ooide und Glimmerblättchen sowie Stylolithen zu erkennen.
Neben der Hauptmasse aus teils matten, abgerundeten Quarzkörnern (88 bis 95 Volumenprozent) sind noch knapp 6 bis 10 Volumenprozent Alkalifeldspat (Orthoklas) und etwas an Akzessorien wie Dolomit, etwas Biotit, Muskovit und Zirkon zugegen. Der Dolomit kann lagig, als Rhomboeder und große Klasten, Ooide oder als Zement auftreten. Der Sandstein ist generell feinkörnig bis mittelkörnig (mit Korngrößen von 0,09 bis 0,15 Millimeter), gut, mäßig gut bis schlecht sortiert und schräggeschichtet. Die Körner sind subangular (leicht eckig) bis angerundet.
Die Hauptmasse des Sediments wird von einzelnen keil- oder tafelförmigen Schrägschichtungskörpern aufgebaut, welche von weniger als 1 Meter bis über 20 Meter Mächtigkeit aufweisen. Ihre Schrägschichtungssets sind planar und zeigen in ihren unter 1 Zentimeter (im Mittel 1 bis 2 Millimeter) starken, teils gradierten Einzellagen deutliches Einfallen (mit 13 bis maximal 30 Grad, bei einem Mittelwert von 20 Grad). Die Einfallsrichtung ist generell Süd bis Südost. Örtlich treten auch sehr flache Rippeln auf ihnen in Erscheinung, welche in Einfallsrichtung angeordnet sind. Die Schrägschichtungssets werden von markanten Trennflächen (Englisch bounding surfaces) eingegrenzt. Trogförmige Schrägschichtung ist selten und ihre Sets bleiben unter 1 Meter an Mächtigkeit.

### Sedimentstrukturen
An Sedimentstrukturen sind neben Rippeln auch Regentropfenmarken und Spuren von Landbewohnern zu beobachten. Wickelschichtung (Schichtverdrehung) (engl. contorted bedding) ist nicht gerade häufig, kommt jedoch vor. Am Liegendkontakt zum Hermit Shale kam es zu Sandinjektionen ins unterlagernde Sediment. Darüber liegt eine planare, bis zu 1 Meter dicke homogenisierte Zone ohne interne Schichtung, welche aber abgesonderte Klasten mit Schichtung inkorporiert. Diese homogenisierte Zone kann mit parabolischer überkippter Schrägschichtung (engl. recumbent folds) assoziiert sein und gelegentlich auch Dolomit oder Calcit enthalten.
Weitere Sedimentstrukturen sind Strömungsstreifung (engl. current lineation) und treppenförmige Bruchflächen (engl. parting lineation), die beide auf den Foreset-Schichtflächen parallel zur Einfallsrichtung verlaufen. Die als Regentropfenmarken bezeichneten Strukturen sind den eigentlichen Strukturen recht unähnlich und dürften entweder Entwässerungs- oder Entgasungsstrukturen darstellen. Möglicherweise sind sie auch die Ein-/Ausgänge von horizontalen Grabgängen. Polygonale Netzstrukturen auf Trennflächen wurden bisher zu den Trockenrissen gestellt. Ihre Entstehung ist dennoch vollkommen unklar, da sie keine echten Rissöffnungen repräsentieren. Trocken- oder Playarisse im unterlagernden Sediment sind wahrscheinlich die Ursache für die bereits erwähnten Sandinjektionen im Hermit Shale, die manchmal vertikale Schichtung erkennen lassen, aber keine horizontale.

### Deformationen des unverfestigten Sediments
Deformationsstrukturen des unverfestigten Sediments (engl. soft sediment deformation structures oder abgekürzt SSDS) erscheinen im Coconino Sandstone als kleine Falten und Rücken auf der ehemaligen Leeseite ansonst ungestörter Schrägschichtungskörper. Manche dieser Strukturen stellen kleine rotierte Sandsteinblöcke im Sediment dar. Sie treten auf exponierten Schichtoberflächen zu Tage und ihre Profile lassen sich auf steilen Kluftflächen erkennen. Die überwiegende Zahl der Strukturen übersteigt selten mehr als ein paar Zentimeter an Höhe, 2 bis 10 Zentimeter an Breite und 0,2 bis 10 Meter an Länge, dennoch können manche auch bis 1 Meter an Höhe erlangen. Bei der Entstehung dieser Strukturen dürften Fluidisierung und Liquefaktion des Sediments beteiligt gewesen sein und deuten somit auf die zumindest punktuelle Gegenwart von Wasser. Als Auslöser sind wahrscheinlich kleinere Erdbebenstöße zu berücksichtigen.

### Member

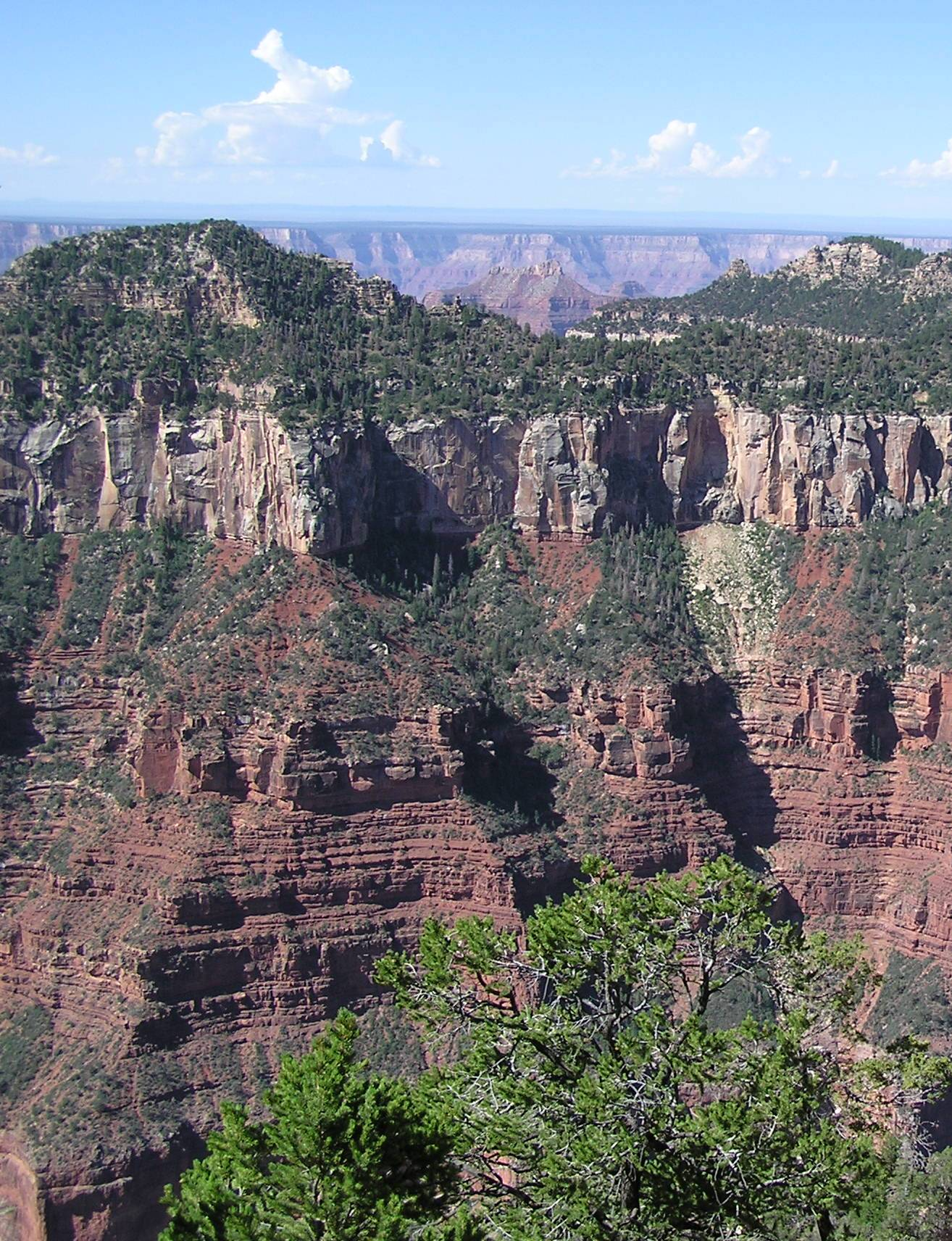
Coconino Sandstone mit Bergsturz am North Rim des Grand Canyons

Das Harding Point Member des Liegenden tritt nur im Raum Sedona bis zum Oak Creek Canyon auf. Es wird rund 180 Meter mächtig. Der Liegendkontakt zur Schnebly Hill Formation erfolgt graduell oder die beiden Einheiten verzahnen sich miteinander. Der Hangendkontakt – die so genannte green line (grüne Linie) ist scharf und wird durch die Vegetation unterstrichen. Das Typusprofil des Members befindet sich an der Südostfassade des Harding Points. Neben den typischen Dünenablagerungen eines Ergs treten im Harding Point Member auch Randfazies und sogar nicht-äolische Fazies in Erscheinung. Diese Fazies werden von Sand- bis siltigen Sandsteinen dominiert, welche typischerweise rotbraun bis hellorange gefärbt sind. Sie sind wellig und werden von flachen Rippeln überzogen. Sie bilden zwischen äolischen Sandsteinsets aushaltende Schichtkörper variabler Mächtigkeit. Ihre Basis ist immer erosiv und ihr Hangendes geht dann graduell in die auflagernde äolische Sequenz über. Örtlich treten gelegentlich Salzkristallabdrücke, Rutschungen und Bauten von Invertebraten zu Tage. Ab und zu sind auch breite verfüllte Rinnen vorhanden, bei denen es sich um Ausblasungsstrukturen des Windes handeln dürfte, wirklich markante Erosionsrinnen sind jedoch selten.
Das Cave Spring Member des Hangenden variiert in seiner Mächtigkeit von 54 Meter bis maximal 90 Meter. Das Typusprofil befindet sich im Oak Creek Canyon etwa 600 Meter südöstlich der namensverleihenden Cave Spring. Der Hangendkontakt des Members zum überlagernden Kaibab Limestone ist scharf und wird durch das Erscheinen eines sandigen Dolomits markiert. Das Cave Spring Member unterscheidet sich sedimentologisch vom Harding Point Member durch einen höheren Anteil an flachen Sandsteinlagen und zeigt zwischen Oak Creek und Sycamore Canyon bereits einen sehr raschen Übergang zu Sabkha-Ablagerungen der Toroweap-Formation. Diesem breiten Küstenstreifen entlang des Toroweap-Meeres mangelte es jedoch an Material, um auch Karbonatkörner auszubilden.
Die beiden Member lassen sich östlich des Marble Canyons und südlich von Sedona nicht voneinander trennen. Westlich des Sycamore Canyons und im Grand Canyon ist hingegen nur das Harding Point Member vertreten.

### Provenanz
Die im Coconino Sandstone mit angelieferten detritischen Zirkone deuten auf ein Herkunftsgebiet im Osten der Vereinigten Staaten, möglicherweise stammen sie auch aus dem Ouachita-Orogen. Es darf vermutet werden, dass große Flüsse und vor allem der herrschende Nordostpassat den Coconino Sand aus seinem Herkunftsgebiet während der letzten Stadien der Kontinentalkollision Pangäas herantransportierten.

## Ablagerungsmilieu
Der Coconino Sandstone ist vorwiegend ein äolisches Wüstensediment, das aus nördlicher Richtung angeweht worden war. Er stellt ein Wiederaufarbeitungsprodukt aus Dünensedimenten und auch aus randmarinen Ablagerungen dar, welches über flaches Gelände in Nord- und Zentral-Utah in das subsidente Holbrook-Becken transportiert wurde. Am jetzigen Mogollon Rim im Zentrum Arizonas berührte dieser Ablagerungsraum den damaligen Meeressaum im Süden Arizonas und es entstanden dort Sabkhas und Küstendünen. Hiervon abgesehen bildet die Hauptmasse des Coconino Sandstones jedoch einen Erg, der weit genug von marinen Einflüssen entfernt war – wie die riesigen trockenen Dünenkörper mit nur sehr wenigen nassen Zwischenbereichen eindeutig suggerieren.
Diese klassische Sanddünen-Erg-Interpretation des Coconino Sandstones wird aber mittlerweile zusehends in Frage gestellt, da mehr und mehr Anzeichen für die Gegenwart von Wasser auftauchen. Anhänger des Kreationismus gehen sogar so weit, den Coconino Sandstone als voll marin zu betrachten und sehen ihn als Ablagerungsprodukt untermeerischer Sandwellen bzw. Sandrücken.

## Fossilien

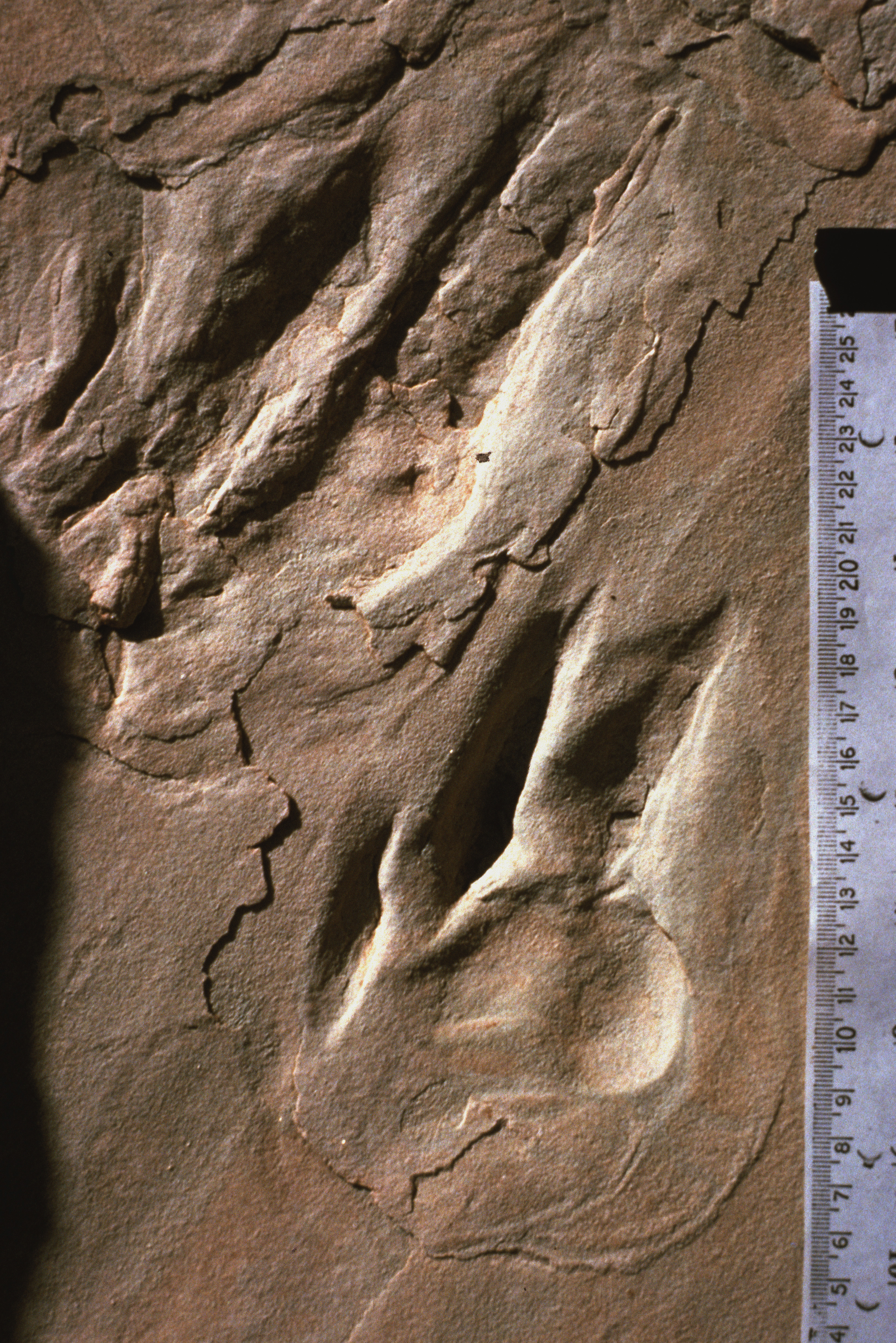
Das Spurenfossil Chelichnus gigas aus dem Coconino Sandstone des Grand Canyons

Die einzigen im Coconino Sandstone erhalten gebliebenen Fossilien sind Spurenfossilien. Die Spuren stammen entweder von Invertebraten oder von Vertebraten (Tetrapoden).
Die meisten Invertebratenspuren wurden von Arthropoden erzeugt – darunter Asseln, Insekten, Skorpione, Spinnen, und Tausendfüßer. Spuren von Würmern sind ebenfalls zugegen. Bisher bekannte Ichnotaxa sind Diplichnites, Lithographus, Octopodichnus mit Octopodichnus didactylus und Octopodichnus minor, Paleohelcura (Skorpion) mit Paleohelcura benjamini und Paleohelcura tridactyla, Permichnium coconinensis sowie Stiaria. Diplopodichnus ist eine gepaarte Spur und Taenidium serpentinum eine komplexe, horizontal verfüllte Struktur.
Die Tetrapodenspuren werden dem Erpetopus-Biochron zugeordnet. Sie wurden von Anamnioten, Synapsiden oder Reptilien verursacht. Unter den Anamnioten sind die reptilartigen Taxa Amphisauropus und Ichniotherium sphaerodactylum anzuführen, bei den Synapsiden die Nicht-Therapsiden mit Tambachichnium und bei den Reptilien die Parareptilien mit Erpetopus, die captorhiniden Eureptilien mit Varanopus curvidactylus und die diapsiden Eureptilien mit Dromopus. Von Bedeutung sind ferner Chelichnus bucklandi, Chelichnus duncani und Chelichnus gigas.

## Alter
Der Coconino Sandstone wurde im Artinskium und im Kungurium (ausgehendes Unterperm) vor rund 284 bis 272 Millionen Jahren abgelagert. Er wird meist als zur amerikanischen Stufe des Leonardiums gehörig angesehen (Leonardium II). Die Tetrapoden-Spurenfossilassoziation gibt ebenfalls ein kungurisches Alter zu erkennen.
Mathis und Bowman (2005) geben als absolutes Alter des Sandsteins 275 Millionen Jahre an.

## Impaktereignis
Der Coconino Sandstone wurde am Barringer-Krater östlich von Flagstaff von einem Meteoriten impaktiert. Als Folge der Schockenergie entstanden aus den Quarzkörnern des Sandsteins das Glas Lechatelierit sowie die Quarz-Hochdruckmodifikationen Coesit und Stishovit.